# Gajo Petrović
Gajo Petrović (srbska cirilica: Гайо Петрович), hrvaški filozof, * 12. marec 1927, Karlovec, † 13. junij 1993, Zagreb.
Bil je eden glavnih teoretikov skupine Praxis, dolgoletni urednik revije Praxis, ki je nastala v šestdesetih letih dvajsetega stoletja v Socialistični federativni republiki Jugoslaviji in profesor za logiko, kognitivno teorijo in ontologijo na Filozofski univerzi v Zagrebu. Velja za ustanovitelja Hrvaškega filozofskega društva, Jugoslovanskega združenja za filozofijo in poletne večerne šole Korčula, ki so jo obiskovali marksistični teoretiki. Bil je podpredsednik nemškega raziskovalnega inštituta v Ludvigshafnu, Ernst-Bloch-Gesellschaft ter član tujih filozofskih in akademskih ustanov.

## Življenjepis

### Otroštvo in vojna leta
Gajo Petrović je zgodnja leta svojega življenja preživel v Karlovcu, kjer je sprva stanoval v hiši dedka, kasneje pa se je preselil v očetovo hišo. Leta 1939, ko je izbruhnila 2. svetovna vojna, se je prvič spoznal s konfliktom, ki je krojil usodo Evropejcev in tako celotno njegovo življenje posvetil boju proti nacizmu. Z nenehnim študiranjem se je le nekaj let za tem s pomočjo prepovedanega poslušanja radijskega tečaja na BBC-ju naučil angleščine. Med vojno je izkusil tudi smrt bližnjih, saj so mu leta 1942 partizani ubili strica Pepija. Po vojni se je pridružil Zvezi komunistične mladine Jugoslavije in se ukvarjal s protifašističnem gibanjem in se zavzemal za povojno obnovo.

### Šolanje
Prvič se je Gajo Petrović s filozofijo srečal leta 1940, ko ga je na ljudski univerzi v Karlovcu navdušil profesor Safet Krupić. Svoje znanje je s pomočjo dobrih delovnih navad in poglobljenim študijem nadgradil leta 1945, ko je z odliko zaključil zagrebško univerzo. Leta 1946 je bil skupaj s peščico nadarjenih ljudi poslan v Sovjetsko zvezo, kjer je svojo izobrazbo razširil v Leningradu in Moskvi. V Sovjetski zvezi se je Gajo Petrović prvič srečal s tematiko socialistične ideje, ki jo je spoznal skozi filozofske ideje Jožefa Stalina. Njegovo bivanje je opisal z naslednjimi besedami: »V moji glavi je bil kaos in tega nisem mogel popraviti, težki kamen mi je ležal na srcu in ga nisem mogel vreči. (…) Trudil sem se z vsemi močmi, da bi bil nenehno navdušen in občudovan, vendar mi ni uspelo. Bilo me je sram svoje slabosti. Ali sem dober komunist, če se v meni v prvi državi socializma poleg občudovanja rodijo povsem nasprotni občutki?«. Ob končanem sodelovanju Jugoslavije in Sovjetske zveze je Gajo Petrović leta 1948 zapustil ozemlje Sovjetske zveze in svoje šolanje končal na zagrebški univerzi, kjer je leta 1956 doktoriral z disertacijo filozofskih mislih Georgija Valentinoviča Plehanova. Po doktoratu je odšel v London, kjer je nadgradil svoje znanje na podoktorskem študiju na Univerzitetnem kolidžu Univerze v Londonu. Tam je sodeloval s profesorjem Alfredom J. Ayerjem. Po vrnitvi na zagrebško univerzo je leta 1958 prejel habilitacijo za delo Korespondencija i evidencija. F. Brentanova teorija istine in tako prejel naziv docenta.

### Življenje po šolanju in smrt
Leta 1969 je Gajo Petrović svojo akademsko kariero začel v Zagrebu, kjer je postal redni profesor za logiko, kognitivno teorijo in ontologijo na Oddelku za filozofijo Filozofske univerze in tam deloval do upokojitve. Med svojim delovanjem v zagrebški univerzi je Gajo Petrović ustanovil Hrvaško filozofsko društvo (HFD) in Jugoslovansko združenje za filozofijo (JUF), ki jima je tudi predsedoval. Poleg društev je ustanovil tudi poletno večerno šolo Korčula, ki so jo obiskovali znani marksistični teoretiki. Od leta 1986 je bil podpredsednik nemškega raziskovalnega inštituta v Ludvigshafnu, Ernst-Bloch-Gesellschaft. Bil je član tujih filozofskih in akademskih ustanov, kot so Institut international de Philosophie v Parizu od leta 1973 dalje in Comité d'honneur, Collège International de Philosophie, prav tako v Parizu od 1986 dalje. Na Université des science humaines v Strasbourgu je veljal za častnega doktorja (doctor honoris causa). Leta 1988 je bil sprejet za izrednega člana Srbske akademije znanosti in umetnosti (SANU). V svojem življenju je predaval na številnih univerzah in filozofskih konferencah v različnih državah Evrope, v ZDA, Izraelu in Mehiki. Umrl je v Zagrebu 13. junija 1993 po desetletni bitki z neozdravljivo boleznijo. Ob 80-letnici njegovega rojstva so v čast Petroviću namenili konferenco na Filozofski fakulteti v Zagrebu.

## Delo
Gajo Petrović je bil v začetku petdesetih let voditelj jugoslovanske kritike stalinističnih filozofskih idej, ki so se kasneje navezovala na filozofske poglede »mladega« Marxa, s katerimi se je prvič srečal ob pisanju doktorske naloge Filozofski pogledi G. V. Plehanova. Petrović je nasprotoval razlagi marksističnih pogledov dialektičnega materializma. Sam je vztrajal, da so bile slednje ideje mišljene za revolucijo, ki razmišlja o možnosti revolucionarnih idej obstoječega nečloveškega sveta. Slednje mišljenje je bilo v skladu z ustvarjalnim razmišljanjem samoupravnega socializma, ki je prevladovalo v takratni jugoslovanski politični krajini. Petrović je kritiziral dogmatsko ideologijo komunizma v nekdanji Jugoslaviji. Na podlagi svojih idej je skupaj s podobnimi zagovorniki idej ustanovil revijo Praxis, ki je postala središče zbiranja filozofov in sociologov. Bili so zagovorniki kritike vsega, kar je obstajalo. Mišljenje filozofov revije Praxis je predstavljalo samorefleksijo in samoizpraševanje, ki sta načeli evropske filozofije subjektivnosti. Osredotočeni so bili na posameznika kot državljanskega subjekta. Vrh demokracije naj bi bil po njihovem mnenju samouprava, v kateri naj bi bil človek resnično subjekt. Niso sprejemali nacionalizma, ki postavlja narod kot temelj pred vsem drugim. Podvrženi so bili stalnim kritikam strankarskih ideologov.